# Середа, Геннадий Максимович
Генна́дий Макси́мович Середа́  (27 марта 1935, Орловка Чулымского района Новосибирской области, РСФСР ― 10 ноября 1991, г. Озёрск, Челябинская область) ― советский инженер-строитель, начальник Южно-Уральского управления строительства (1986-1991), Народный депутат РСФСР (1990―1993).

## Биография
Родился 27 марта 1935 года в селе Орловка Чулымского района Новосибирской области.
В 1958 году окончил Кемеровский горный институт, затем аспирантуру при Новосибирском инженерно-строительном институте. С 1958 года работал в строительных организациях Новосибирска и Алтайского края (город Алейск).
В 1960-х годах руководил возведением зданий нескольких НИИ Сибирского отделения АН СССР. В 1968 году Геннадий Середа стал инициатором создания одной из первых в УС «Сибакадемстрой» группы по разработке и внедрению автоматизированной систем оперативного планирования и управления строительным производством. 
В 1974 году работал на строительстве Игналинской АЭС в Литовской ССР), где был заместителем начальника Северного управления строительства (УС). Середа руководил строительством основных объектов Игналинской АЭС и сернокислотного завода в городе Желтые Воды, жилых микрорайонов в посёлке Снечкус. 
В 1986 году принял участие в ликвидации последствий аварии на Чернобыльской АЭС, в короткие сроки на заражённой территории организовал работу всех строительных подразделений. 
В 1986 году назначен начальником Южноуральского управления строительством в Челябинске-65 (ныне Озерск). С 1986 по 1991 год под руководством Геннадии Середы в Озёрске и прилегающей к нему сельской местности построены 9 детских садов, 3 базы отдыха, средняя школа, хирургический корпус городской поликлиники, детская библиотека, несколько магазинов, очистные сооружения, 2 животноводческих комплекса; сдано в эксплуатацию около 16 тысяч кв. м жилья, 220 км дорог с твердым покрытием; в Кыштыме введены в строй первый в стране комплекс по выпуску медной фольги, 2-я очередь горно-обогатительного комбината; построены промышленные здания на территории ПО «Маяк», литейный цех на Каслинском машиностроительном заводе. За комплексную застройку одного из микрорайонов Озерска коллектив Южноуральского УС награждён дипломом 2-й степени Госстроя РСФСР. 
Также в Озёрске Середа руководил возведением Южно-Уральской атомной электростанции и ряда важнейших объектов оборонного значения.
В 1990 году был избран Народным депутатом РСФСР.
Умер 10 ноября 1991 года в городе Озерск.